# Karl Ludwig von Bruck
Karl Ludwig Bruck, chevalier de Bruck à partir de 1844, baron de Bruck à partir de 1849 (18 octobre 1798 à Elberfeld, Rhénanie, aujourd'hui quartier de Wuppertal - 23 avril 1860 à Vienne) est un commerçant allemand et ministre autrichien.

## Biographie
Bruck est né d'un père relieur. Jeune homme, il s'enthousiasme pour la révolution grecque, comme de nombreux partisans du mouvement national allemand. Il se rend en Grèce pour soutenir la révolution, mais s'installe rapidement à Trieste, en Autriche, et devient un marchand prospère. Il est notamment l'un des fondateurs du Lloyds autrichien. C'est surtout en raison de l'impact positif de la société sur les transports et le commerce que Bruck est anobli en 1844. Il assume ses premières responsabilités étatiques en tant que chef des négociations sur la structure douanière en Italie centrale. Du 18 mai au 28 novembre 1848, il représente Trieste en tant que député au Parlement de Francfort, où il appartient à la fraction conservatrice Café Milani. De septembre à octobre de la même année, il est également le plénipotentiaire autrichien auprès du pouvoir central provisoire à Francfort.
Sous le règne de l'empereur François-Joseph Ier, Bruck travaille de 1848 à 1851 comme ministre du commerce dans le ministère Schwarzenberg. Dans cette fonction, il réforme le système postal et consulaire, ordonne l'élaboration d'un droit maritime et commercial autrichien et crée l'autorité maritime ainsi que la bourse de Trieste. Son grand projet était l'« unification douanière centre-européenne », qui devait rapprocher non seulement les systèmes douaniers, mais aussi les systèmes monétaires et fiscaux du Zollverein allemand et de l'Autriche. Ce projet devait avant tout faire avancer la solution grande-allemande. Jusqu'à sa démission en 1851, il n'atteint pas son objectif, mais un an plus tard, il dirige la délégation autrichienne lors de la signature de traités douaniers et commerciaux entre l'Autriche et la Prusse.
Bruck est ensuite brièvement envoyé auprès de l'Empire ottoman. En 1855, l'empereur le nomme au poste de ministre des Finances. Dans cette fonction, il joue un rôle déterminant dans la réalisation du traité monétaire de Vienne du 24 janvier 1857 sur l'introduction de monnaies associatives (de) en Autriche et dans les États allemands. Expert en économie, il encourage notamment l'extension du chemin de fer et fonde le Credit Anstalt-Bankverein pour le commerce et l'industrie ainsi que d'autres chambres et tribunaux de commerce. À partir de 1859, il s'efforce surtout d'éviter la crise économique et le déficit public élevé qui se sont développés après la perte des territoires lombards lors du Risorgimento.
Sur la base d'un soupçon, qui s'avère plus tard « tout à fait faux », d'enrichissement personnel, le baron Karl Ludwig von Bruck est arrêté par François-Joseph « d'une manière peu gracieuse » (bien que l'empereur lui ait encore exprimé la veille sa « confiance impériale totalement inchangée ») lors d'une audience personnelle). Il se suicide à l'âge de 61 ans dans la nuit du 22 au 23 avril 1860 à Vienne et est enterré dans le cimetière évangélique de Matzleinsdorf (caveau 20).

## Descendance
Son fils aîné, Karl Ludwig von Bruck (de) (1830-1902), est diplomate, son fils cadet Otto von Bruck (1832-1897) est Fregattenkapitän et membre du conseil d'administration du Lloyds autrichien, sa belle-fille est l'actrice Marie Boßler (de).